# Tirupati
Tirupati (telugu nyelven: తిరుపతి)  város Indiában, Ándhra Prades állam déli részén. Lakossága 287 ezer fő volt 2011-ben.
A város a közeli Tirumala-hegyen, 700 m magasan álló Srí Venkatésvara-templomról nevezetes.

## Srí Venkatésvara-templom
A templomkomplexum igen forgalmas zarándokhely. Az igazgatás napi 60-70 ezer zarándokkal foglalkozik és naponta 18 órás darsant (istenségszemlélést) tart. Sok zarándok fogadalomból vagy az istenségnek köszönetképpen leborotváltatja a fejét.
A templom a 9. századból való, de számtalanszor felújították. Az aranyozott vimána és zászlótartó, és a belső szentély aranyozott bejárata hirdeti a templom gazdagságát. Az istenség gyémántkoronát visel, amely állítólag a világ legdrágább dísze. Az egész templomkomplexumot úgy építették meg, hogy a Venjkatésvara kegyeit kérő zarándokok hatalmas áradatát el tudja szállásolni. Ez Dél-India azon kevés templomai közé tartozik, amelynek belső szentélyébe nem-hinduk is beléphetnek. A templom környékén zöld völgyek vannak és az Ákás Gangá-vízesés, amelynek szent vizében fürdetik az istenséget.
Sok hívő megáll a hegy lábánál levő kis Ganésa-szentélynél és a városban levő Góvindarádzsa-Szvámi-templomnál, mielőtt felmegy a hegyen lévő templomhoz.
A Templomművészet Venkatésvarai Múzeumában templomok modelljei láthatók, fényképekkel és rituális tárgyakkal.

## Galéria

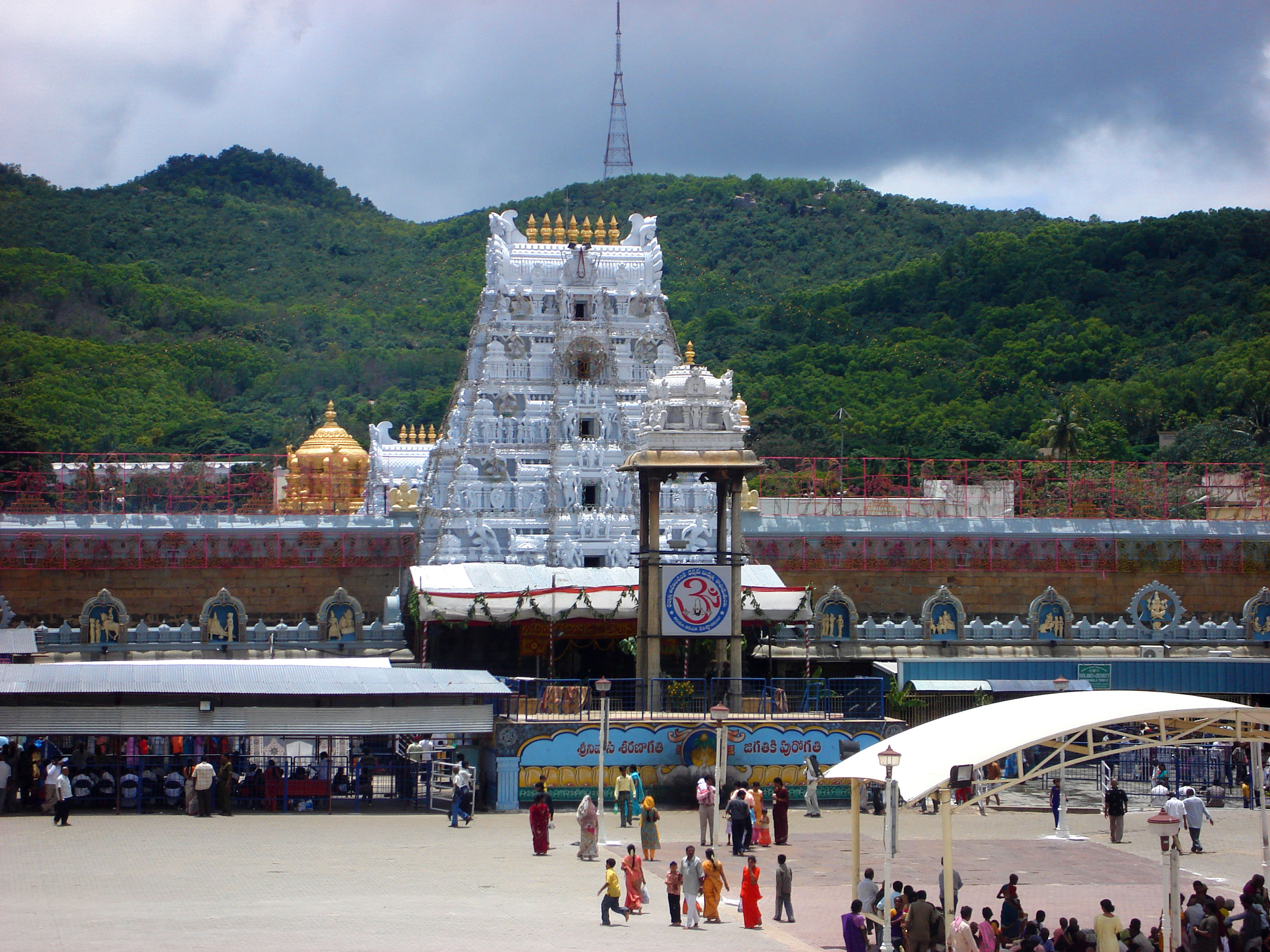
Venkatésvara-templom
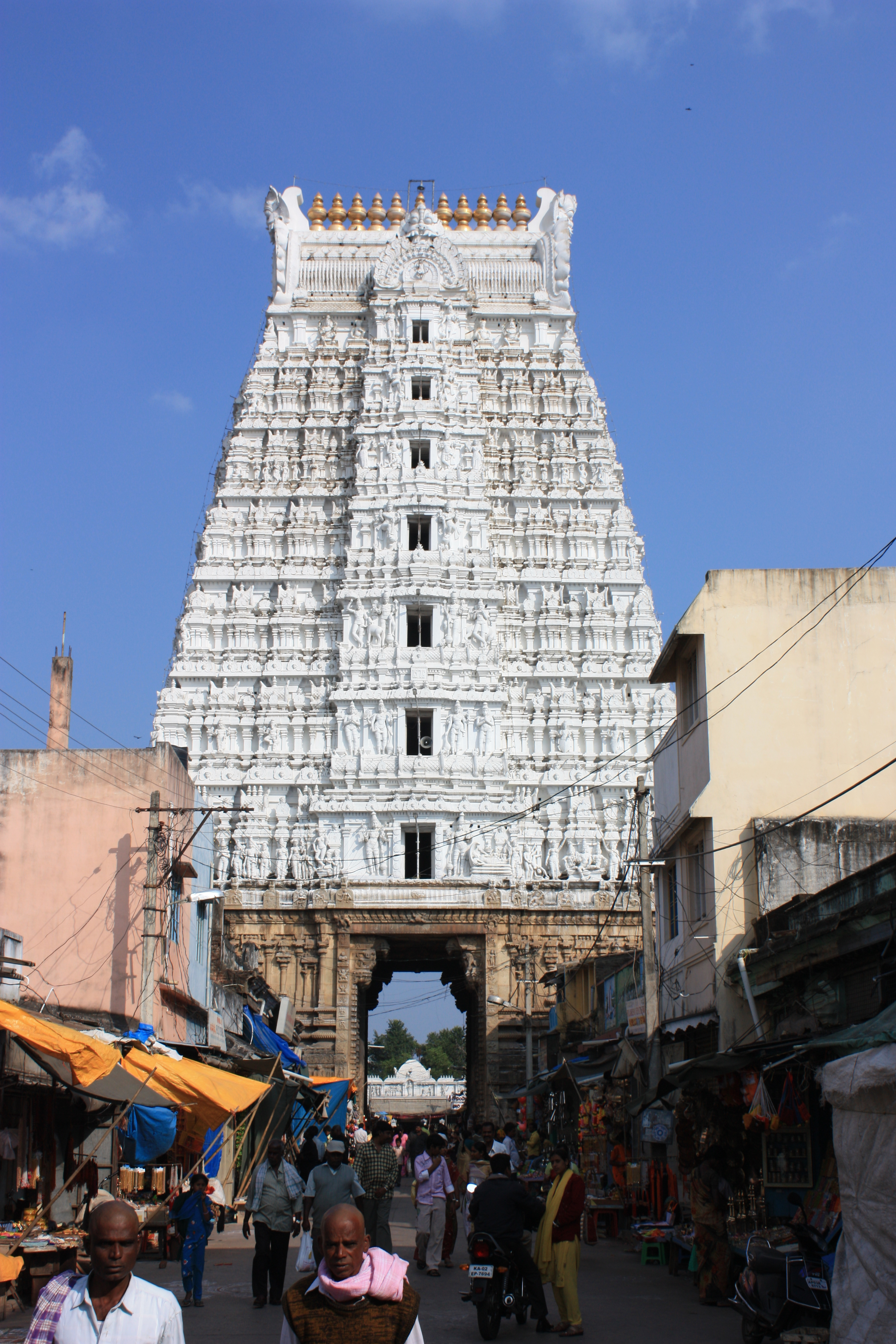
Templom gopuramja (kapuja)
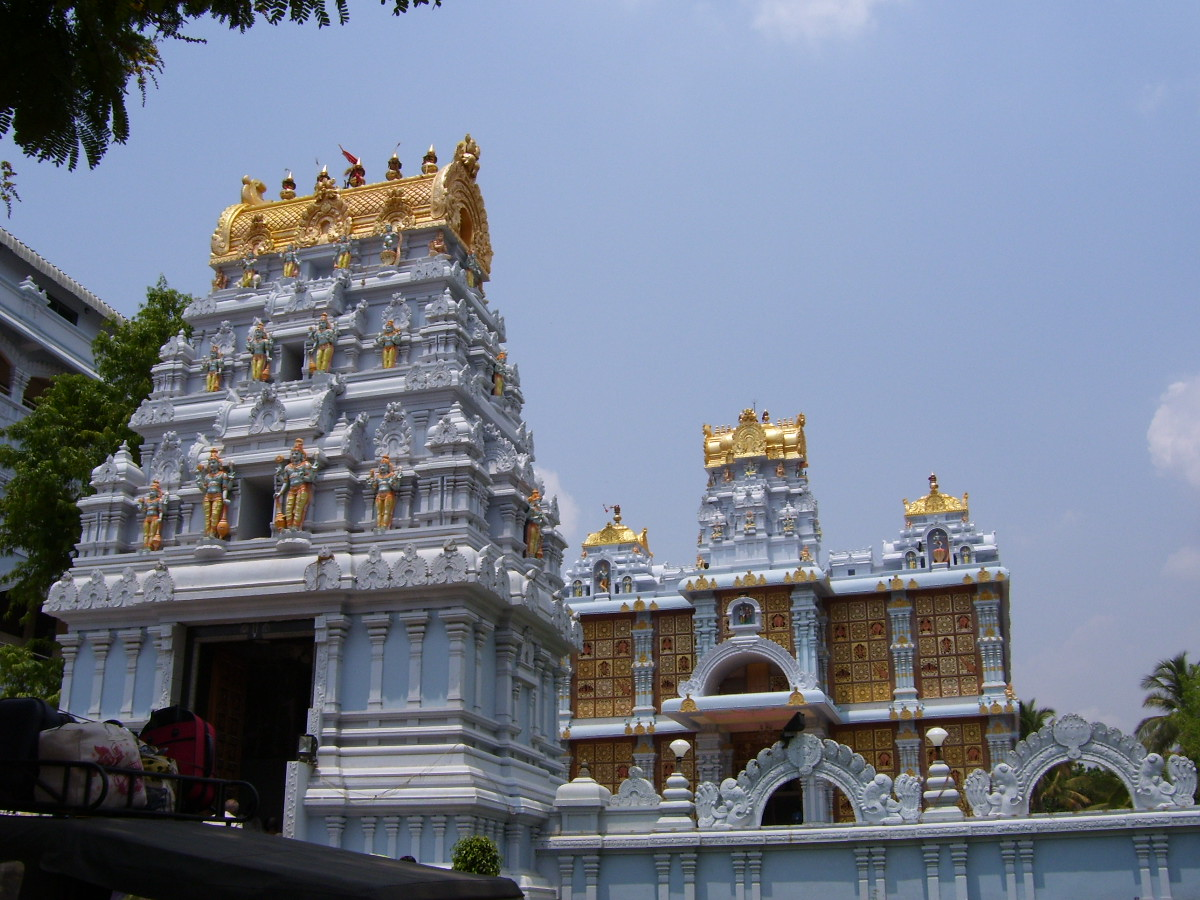
Krisna-tudatú templom
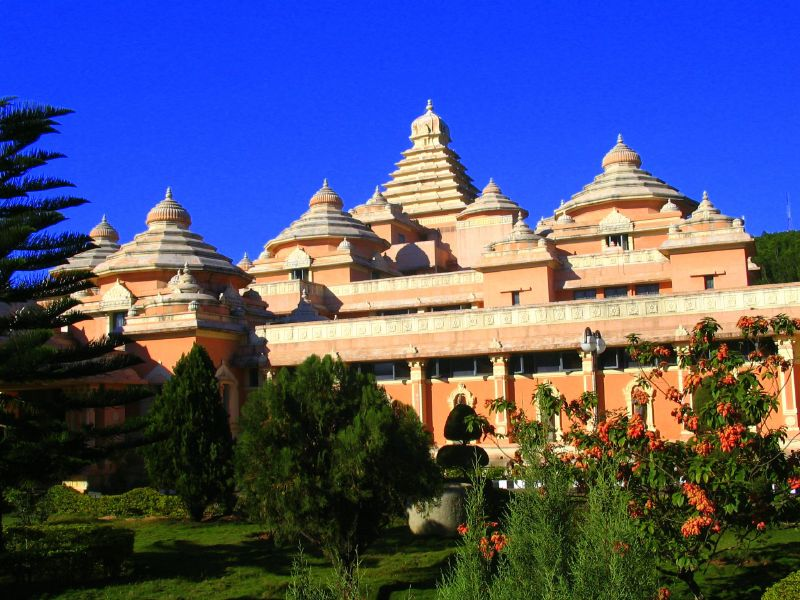
Srivari Múzeum
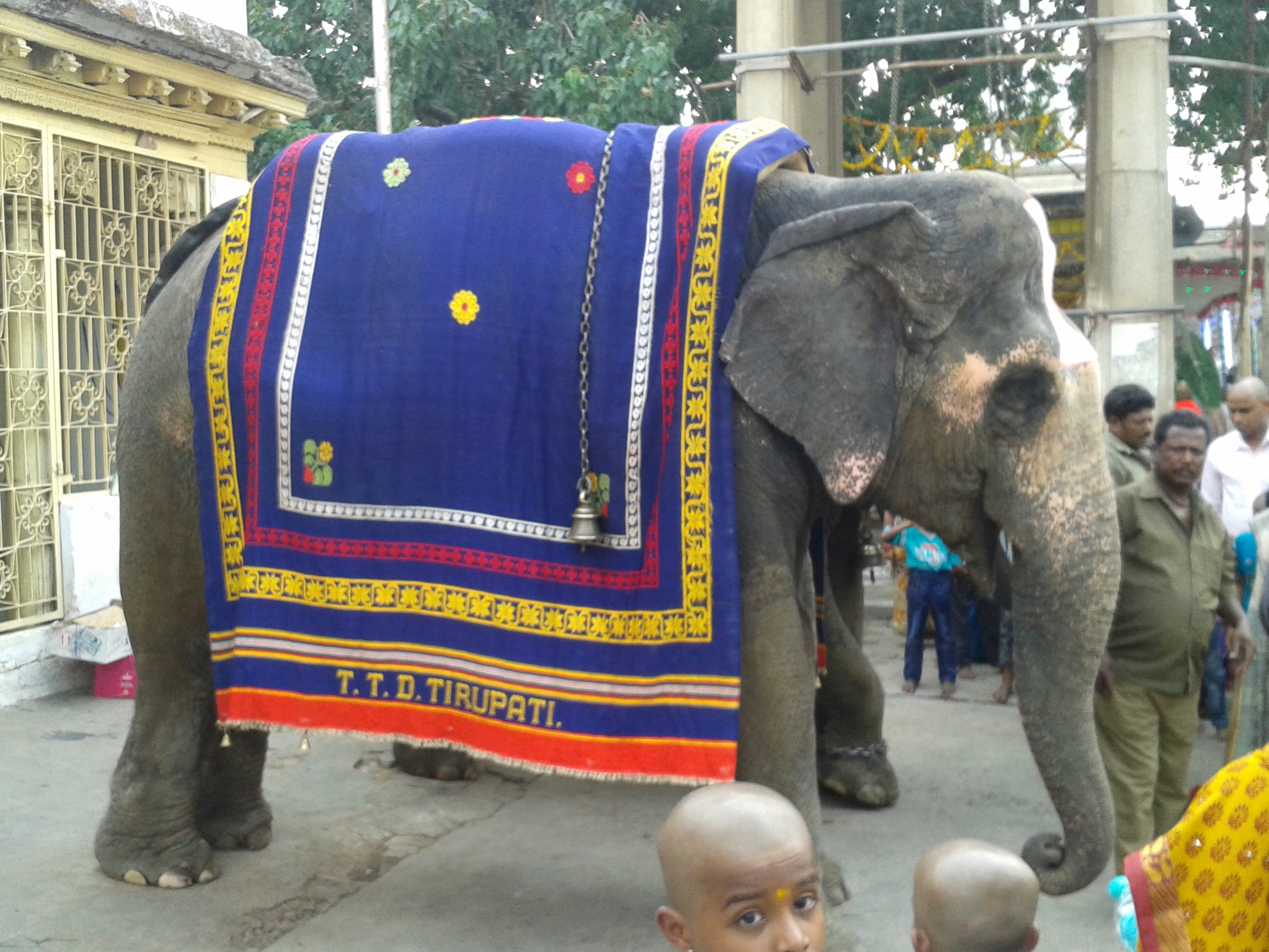
Templomi elefánt

## Fordítás
- Ez a szócikk részben vagy egészben  a   Tirupati, Andhra Pradesh című angol Wikipédia-szócikk fordításán alapul.  Az eredeti cikk szerkesztőit annak laptörténete sorolja fel. Ez a jelzés csupán a megfogalmazás eredetét és a szerzői jogokat jelzi, nem szolgál a cikkben szereplő információk forrásmegjelöléseként.